# Río Pucará (Río Ramis)
Der Río Pucará ist ein etwa 233 km langer rechter Nebenfluss des Río Ramis im südamerikanischen Andenhochland (nördlicher Altiplano) der peruanischen Region Puno.

## Flusslauf
Der Río Pucará entspringt an der Südwestflanke des 5489 m hohen Nevado Chimbolla, höchste Erhebung des Gebirgszugs Cordillera La Raya, auf einer Höhe von etwa 4900 m. Der Río Vilcanota, der Oberlauf des Río Urubamba, hat seinen Ursprung an der Nordwestflanke desselben Berges. Der Río Pucará trägt auf seinen ersten 100 Kilometern die Bezeichnung Río Santa Rosa, anschließend auf einem etwa 20 km langen Flussabschnitt die Bezeichnung Río Ayaviri. Der Río Pucará durchfließt die Provinzen Melgar, Azángaro und Lampa in überwiegend südöstlicher Richtung. Er weist fast entlang seinem gesamten Flusslauf ein zum Teil stark mäandrierendes Verhalten mit zahlreichen Flussschlingen und (ausgetrockneten) Altarmen auf. Dies liegt offenbar daran, dass der Fluss abgesehen von den ersten 50 Kilometern ein sehr geringes Gefälle aufweist. Bei Flusskilometer 200 fließt der Río Pucará südlich an der Kleinstadt Santa Rosa vorbei. Bei Flusskilometer 154 trifft der Río Macari rechtsseitig auf den Fluss. Bei Flusskilometer 130 fließt der Río Pucará südlich an der Provinzhauptstadt Ayaviri vorbei. Bei Flusskilometer 90 liegt die Ortschaft Tirapata am linken Flussufer. Bei Flusskilometer 70 passiert er die Kleinstädte Estación Pucará (am linken Ufer) und Pucará (am rechten Ufer). 10 Kilometer oberhalb der Mündung passiert der Fluss noch die am rechten Ufer gelegene Ortschaft Calapuja. Der Río Pucará mündet schließlich gegenüber der Ortschaft Achaya, 20 km nördlich der Großstadt Juliaca, in den Río Ramis, 66 km oberhalb dessen Mündung in den Titicacasee.

## Hydrologie
Der Río Pucará entwässert ein Areal von etwa 5400 km² im Westen der Region Puno. Im Einzugsgebiet des Flusses befinden sich nur wenige vergletscherte Berge. Ein Großteil des Jahresabflusses entfällt wie bei allen Flüssen der Region auf das erste Quartal, während welchem auch gewöhnlich Hochwasser auftreten. In der restlichen Zeit im Jahr führt der Fluss sehr wenig Wasser.